# Kopparsjön, Östergötland
Kopparsjön är en sjö i Motala kommun i Östergötland och ingår i Motala ströms huvudavrinningsområde. Sjön har en area på 0,0544 kvadratkilometer och ligger 120,2 meter över havet.

## Delavrinningsområde
Kopparsjön ingår i det delavrinningsområde (649960-146133) som SMHI kallar för Utloppet av Stora Vänstern. Medelhöjden är 126 meter över havet och ytan är 8,96 kvadratkilometer. Räknas de 5 avrinningsområdena uppströms in blir den ackumulerade arean 88,52 kvadratkilometer. Hällestadsån (Storån) som avvattnar avrinningsområdet har biflödesordning 2, vilket innebär att vattnet flödar genom totalt 2 vattendrag innan det når havet efter 93 kilometer. Avrinningsområdet består mestadels av skog (80 procent). Avrinningsområdet har 1,33 kvadratkilometer vattenytor vilket ger det en sjöprocent på 14,8 procent.